# Verrucosa tarapoa
Verrucosa tarapoa Lise, Kesster & Silva, 2015 è un ragno appartenente alla famiglia Araneidae.

## Etimologia
Il nome della specie deriva dalla città ecuadoregna di rinvenimento degli esemplari: Tarapoa.

## Caratteristiche
L'olotipo maschile rinvenuto ha lunghezza totale è di 4,50mm; la lunghezza del cefalotorace è di 2,75mm; e la larghezza è di 2,25mm.

## Distribuzione
La specie è stata reperita in Ecuador orientale: l'olotipo maschile è stato rinvenuto nei pressi della città di Tarapoa, nel cantone di Cuyabeno.

## Tassonomia
Al 2015 non sono note sottospecie e non sono stati esaminati nuovi esemplari.